# Anticatolicismo en los Estados Unidos

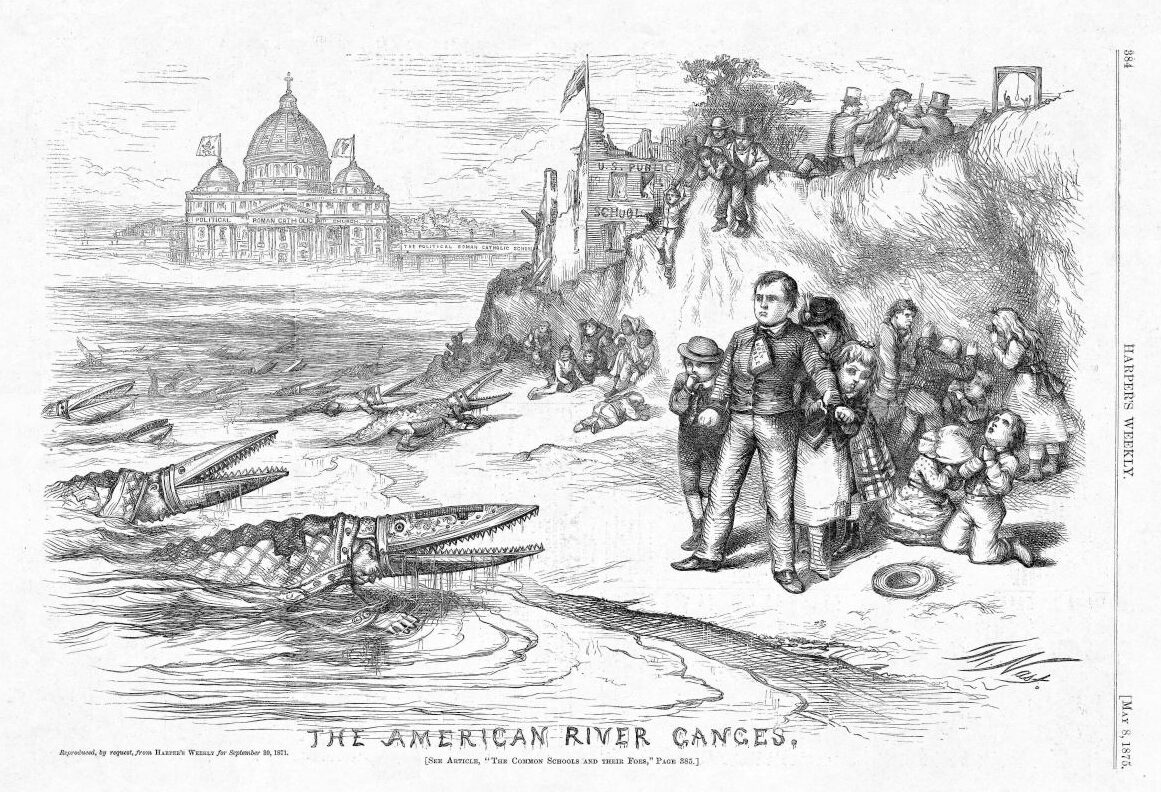
Caricatura dibujada por Thomas Nast en 1876 en la que se presenta a obispos católicos como cocodrilos atacando a las escuelas públicas en connivencia con los políticos católicos irlandeses.

El historiador John Higham describe al anticatolicismo como «la más lujosa y persistente tradición de agitación paranoica en la historia estadounidense». El sentimiento contra la Iglesia Católica y sus seguidores, que fue prominente en Gran Bretaña desde los tiempos de la Reforma Inglesa en adelante, fue exportado a los Estados Unidos.
En la sociedad colonial existían dos tipos de retórica anticatólica: el primero, con orígenes en el patrimonio de la Reforma Protestante y en las guerras religiosas del siglo XVI, hablaba del Anticristo y el ejemplo de la Ramera de Babilonia, dominando el pensamiento anticatólico hasta finales del siglo XVII. El segundo era una variedad más secular que se centraba en el intento de los católicos de extender el despotismo medieval por el mundo.

## Orígenes
El anticatolicismo norteamericano tiene sus orígenes en la Reforma, durante la cual se fue desarrollando una marcada y arraigada antipatía hacia la Iglesia católica como resultado de la larga lucha de las nacientes iglesias reformadas para establecer su independencia con respecto a la Iglesia original. Los impulsores de la Reforma se centraron en el esfuerzo por corregir las cosas que percibían como errores y excesos de la Iglesia católica, y por tal razón, a menudo se mostraron abiertamente opuestos y sumamente críticos de la jerarquía eclesiástica católica y del papado en particular. Los colonizadores británicos, que en su mayoría eran protestantes, se oponían tanto a la Iglesia católica como a la Iglesia de Inglaterra, esta última por considerarla poco reformada, al perpetuar en buena medida la doctrina y las prácticas católicas. Estas actitudes de desconfianza y escepticismo echaron raíces en las colonias británicas de la América del Norte.

## sigloXIX

### Inmigración
La animosidad anticatólica en los Estados Unidos alcanzó un punto máximo en el siglo XIX cuando la población protestante comenzó a alarmarse con la llegada masiva de inmigrantes católicos. Temiendo el Fin de los Tiempos, algunos protestantes que creían que eran el pueblo elegido por Dios, llegaron a decir que la Iglesia Católica era la Ramera de Babilonia mencionada en el Libro del Apocalipsis.

## sigloXX
A principios del siglo XX, aproximadamente un sexto de la población de los Estados Unidos era católica.

### El Ku Klux Klan
Con el ascenso del Ku Klux Klan en la década de 1920, la retórica anticatólica fue muy popular. La campaña presidencial de 1928 de Al Smith un tema que unió al Klan con la ola anticatólica en los Estados Unidos.

### La Suprema Corte apoya a las escuela confesionales
En 1922, el electorado de Oregón aprobó la reforma a la Ley de Educación Obligatoria (The Compulsory Education Act). La ley fue conocida como la Ley Escolar de Oregón. La iniciativa ciudadana tenía como principal objetivo la eliminación de las escuelas confesionales, incluyendo las escuelas católicas. La ley motivó a los ultrajados católicos a organizarse local y nacionalmente por el derecho a enviar a sus hijos a escuelas católicas. En el caso Pierce contra Society of Sisters (1925), la Corte Suprema de los Estados Unidos declaró que la Ley de Educación Obligatoria del Estado de Oregón era inconstitucional en un fallo que fue denominado como «la Carta Magna del sistema de escuelas confesionales».

### Elecciones presidenciales de 1928

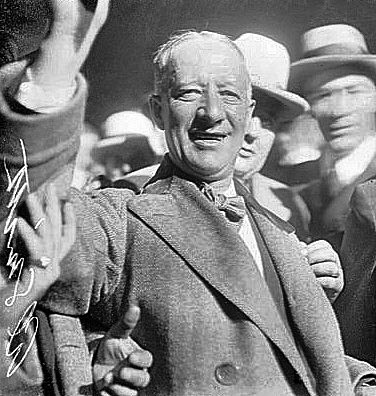
Al Smith.

En 1928, Al Smith se convirtió en el primer católico en ganar la nominación para la presidencia y su religión se transformó en un tema de debate de las elecciones presidenciales de 1928. Muchos protestantes temían que Smith recibiera órdenes de los líderes religiosos de Roma cuando tuviese que tomar decisiones que afectasen a todo el país.

### Elecciones presidenciales de 1960

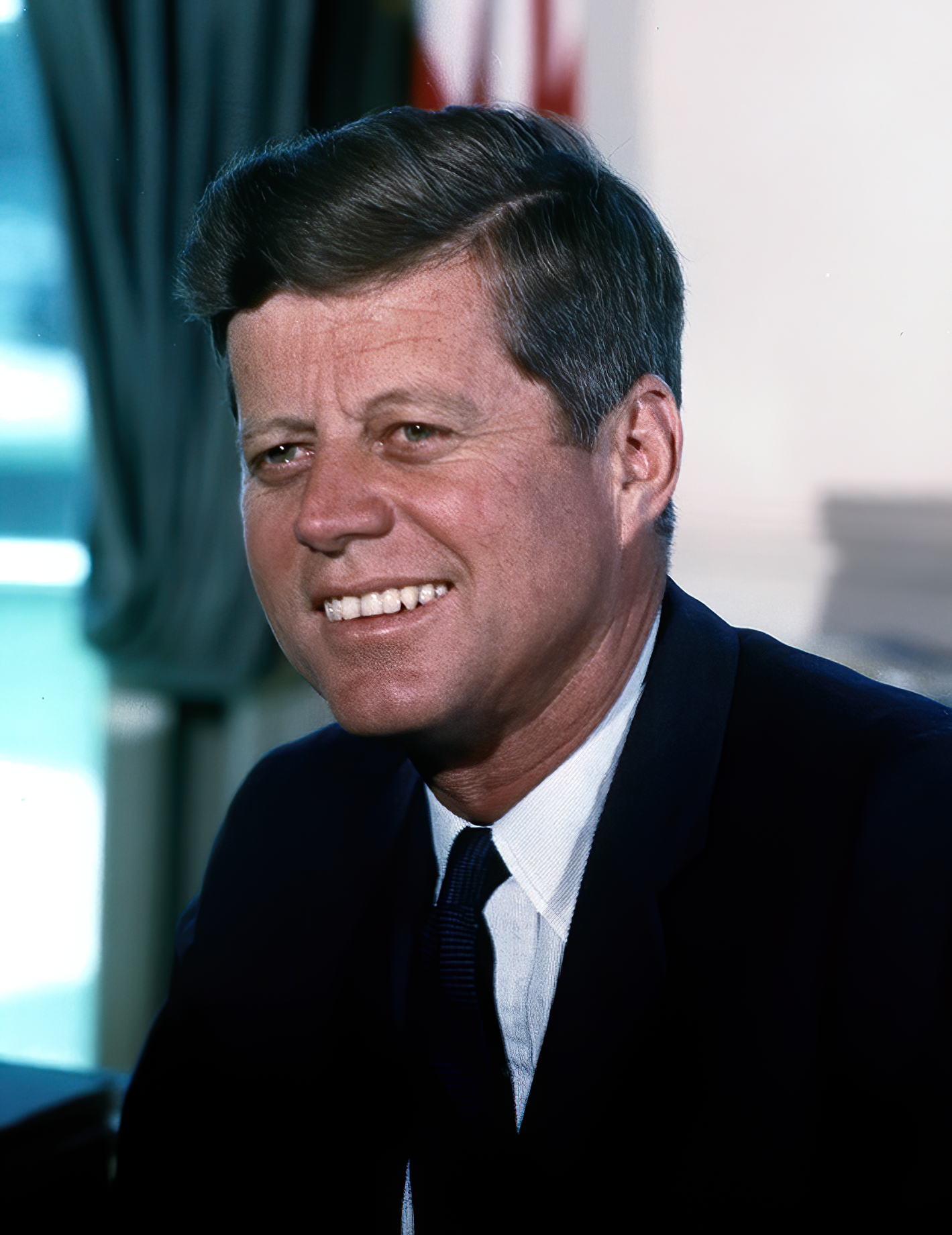
John F. Kennedy.

Algo que perjudicaba a John F. Kennedy en su campaña presidencial de 1960 era el extendido prejuicio anticatólico; algunos protestantes creían que si él era elegido presidente recibiría órdenes del papa desde Roma. Para disipar los temores de que su religión pudiese perjudicar sus ambiciones presidenciales Kennedy hizo la siguiente declaración:

Yo no soy el candidato católico para la presidencia. Yo soy el candidato del Partido Demócrata a la presidencia que además es católico. Yo no hablo por mi Iglesia en materia de asuntos de interés público y la Iglesia tampoco habla por mí

Kennedy prometió respetar la separación Iglesia-Estado y que no permitiría a funcionarios católicos dictar la política pública por él. Kennedy también señaló el hecho de que un cuarto de estadounidenses eran relegados a una ciudadanía de segunda clase por el solo hecho de ser católicos.

### Anticatolicismo en Hollywood
Según el jesuita James Martin, la industria del entretenimiento en Estados Unidos, y Hollywood en particular, siente fascinación por la iconografía católica (vestidos, estatuas, crucifijos), pero suele usarla para ofrecer una visión negativa y oscurantista de esta religión, ambientando en ella posesiones demoniacas y, en muchas ocasiones, la venida del Anticristo. Como ejemplo pone las cintas End of Days, Dogma o Stigmata.